# بوغورودسكويي (مقاطعة كيروف)
بوغورودسكويي (بالروسية: Богородское) هي مدينة في مقاطعة كيروف في روسيا.